# Reichelsheim (Wetterau)
Reichelsheim este un oraș din districtul Wetteraukreis, landul Hessa, Germania. Reichelsheim se află 35 de km nord-est de Frankfurt pe Main și 10 de km est de Friedberg. Prin comuna curge pârâul Horloff.

## Geografie

### Comune vecinate
Reichelsheim este delimitat în nord de comunele Wölfersheim și Echzell, în est de comuna Ranstadt, în sud de orașul Florstadt și în vest de comuna Friedberg (toți se află la fel ca Reichelsheim în districtul Wetteraukreis).

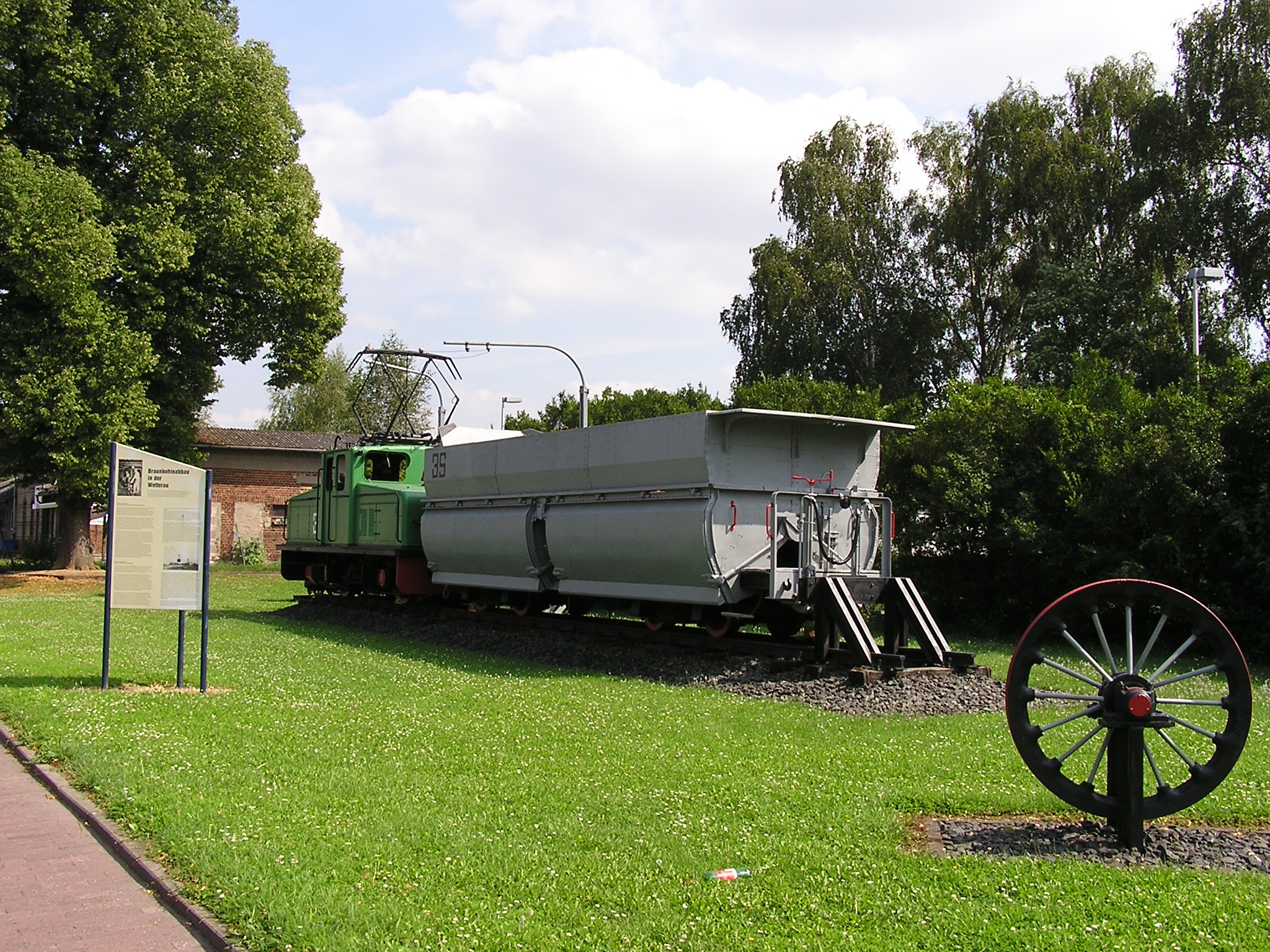
Tren care s-a folosit la transport de lignit explotat

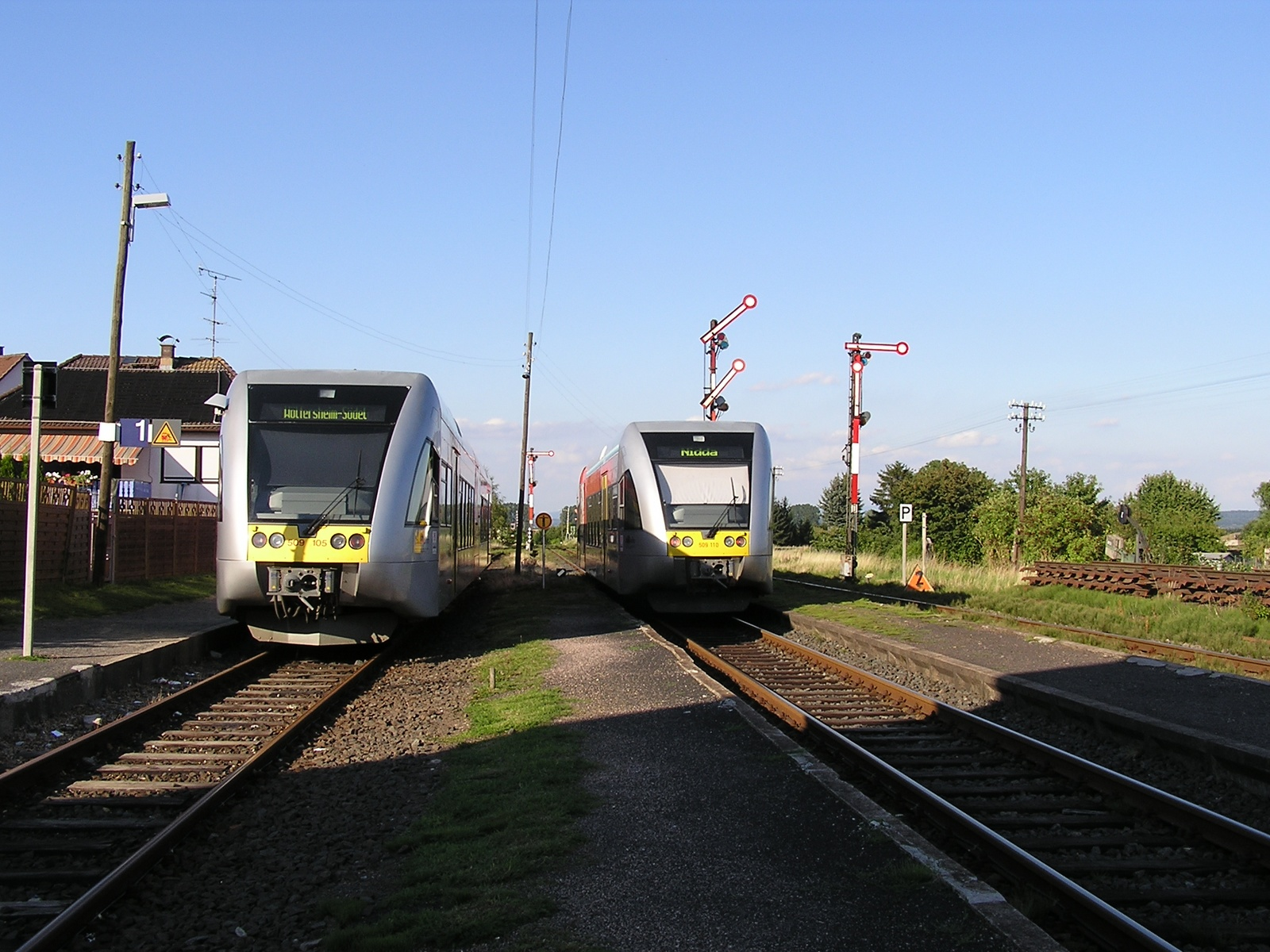
Gara în Beienheim

### Subdiviziuni
Orașul Reichelsheim este subîmpărțit în șase cartiere: Beienheim, Blofeld, Dorn-Assenheim, Heuchelheim, Reichelsheim și Weckesheim.

## Istorie
- Cartierele de Reichelsheim au fost documentate pentru prima oară în: Beienheim (773), Blofeld (1294), Dorn-Assenheim (1237), Heuchelheim (1230), Reichelsheim și Weckesheim (982). [2]
- Reichelsheim obținea privilegiurile de oraș în anul 1665.
- Aerodromul Reichelsheim există din 1965. Avioane și helicoptere până la o greutate de 8.000 kg pot să aterizeze pe aerodromul.
- Comuna "Reichelsheim" s-a format în 1972 prin o reformă rurală în landul Hessa.
- Până în 30. septembrie 1991 s-a explotat lignitul în Reichelsheim. Lignitul s-a folosit în termocentrala de Wölfersheim.

## Politică

### Alegeri comunale
Rezultatul alegerilor comunale de la 27. martie 2011:, 
| Partid                      | Partid                                      | % 2011 | Consilieri 2011 | % 2006 | Consilieri 2006 | % 2001 | Consilieri 2001 |
| SPD                         | Sozialdemokratische Partei Deutschlands     | 42,9   | 11              | 52,5   | 16              | 53,2   | 17              |
| CDU                         | Christlich Demokratische Union Deutschlands | 39,9   | 11              | 40,7   | 13              | 36,9   | 12              |
| GRÜNE                       | Bündnis 90/Die Grünen                       | 11,1   | 3               | —      | —               | —      | —               |
| FWG                         | Freie Wählergemeinschaft Reichelsheim       | 6,1    | 2               | 6,8    | 2               | 7,4    | 2               |
| FDP                         | Freie Demokratische Partei                  | —      | —               | —      | —               | 1,3    | —               |
| NPD                         | Nationaldemokratische Partei Deutschlands   | —      | —               | —      | —               | 1,2    | —               |
| Total                       | Total                                       | 100,0  | 27              | 100,0  | 31              | 100,0  | 31              |
| Participare la alegeri în % | Participare la alegeri în %                 | 51,1   | 51,1            | 48,9   | 48,9            | 48,9   | 48,9            |

### Primar
Rezultatele alegerilor de primar în Reichelsheim:
| An                          | Candidat                    | Partid | Rezultat în % |
| 21.09.2008(1)               | Bertin Bischofsberger       | CDU    | 50,4          |
| 21.09.2008(1)               | Rainer Schauermann          | SPD    | 49,6          |
| Participare la alegeri în % | Participare la alegeri în % | 52,8   | 52,8          |
| 07.09.2008                  | Rainer Schauermann          | SPD    | 42,6          |
| 07.09.2008                  | Bertin Bischofsberger       | CDU    | 33,9          |
| 07.09.2008                  | Hans-Günter Scholz          | FWG    | 23,5          |
| Participare la alegeri în % | Participare la alegeri în % | 53,9   | 53,9          |
| 22.09.2002                  | Gerd Wagner                 | SPD    | 71,5          |
| 22.09.2002                  | Dr. Erich Sehrt             | CDU    | 28,5          |
| Participare la alegeri în % | Participare la alegeri în % | 81,1   | 81,1          |
| 07.07.1996                  | Gerd Wagner                 | SPD    | 66,1          |
| 07.07.1996                  | Dr. Erich Sehrt             | CDU    | 33,9          |
| Participare la alegeri în % | Participare la alegeri în % | 66,3   | 66,3          |

(1)Al doilea tur

## Obiective turistice
- Aerodromul Reichelsheim
- Gara de Reichelsheim

## Infrastructură
Prin Reichelsheim trec drumurile landului L 3186, L 3187 și L 3188.

### Transporturi publice
Prin comuna Reichelsheim trec liniiile de cale ferată RB 31 (Friedberg - Wölfersheim-Södel) și RB 32 ("Horlofftalbahn" Nidda - Friedberg (- Frankfurt pe Main)). Pe suprafața orașului se oprește la stațiile:
- Beienheim (RB 31 și RB 32)
- Reichelsheim (Wetterau) (RB 32)
- Weckesheim (RB 32)